# Olympische Jugend-Winterspiele 2020/Teilnehmer (Tschechien)
| Gelbes Symbol für Goldmedaillen mit stilisierten Olympischen Ringen | Graues Symbol für Silbermedaillen mit stilisierten Olympischen Ringen | Braundes Symbol für Bronzemedaillen mit stilisierten Olympischen Ringen |
| ------------------------------------------------------------------- | --------------------------------------------------------------------- | ----------------------------------------------------------------------- |
| 1                                                                   | 2                                                                     | 1                                                                       |

Tschechien nahm an den Olympischen Jugend-Winterspielen 2020 im Schweizerischen Lausanne mit 74 Athleten (45 Mädchen und 29 Jungen) in 14 Sportarten teil.

## Medaillen

### Medaillenspiegel
| Rang   | Sportart         | Gold | Silber | Bronze | Gesamt |
| ------ | ---------------- | ---- | ------ | ------ | ------ |
| 1      | Freestyle-Skiing | 1    | 1      | —      | 2      |
| 2      | Eisschnelllauf   | —    | 1      | —      | 1      |
| 3      | Skispringen      | —    | —      | 1      | 1      |
| Gesamt | Gesamt           | 1    | 2      | 1      | 4      |

### Medaillengewinner
| Name/n             | Sportart         | Wettkampf           |
| ------------------ | ---------------- | ------------------- |
| Gold               |                  |                     |
| Matěj Švancer      | Freestyle-Skiing | Big Air             |
| Zuzana Trnková 1   | Eishockey        | 3×3 Turnier Mädchen |
| Štěpán Maleček 1   | Eishockey        | 3×3 Turnier Jungen  |
| Silber             |                  |                     |
| Zuzana Kuršová     | Eisschnelllauf   | Massenstart         |
| Diana Cholenská    | Freestyle-Skiing | Skicross            |
| Bronze             |                  |                     |
| Štěpánka Ptáčková  | Skispringen      | Normalschanze       |
| Matyáš Šapovaliv 1 | Eishockey        | 3×3 Turnier Jungen  |
| Vít Chabičovský 1  | Curling          | Mixed Doppel        |

## Teilnehmer nach Sportarten

### Biathlon
| Athleten                                                          | Wettbewerbe          | Zeit        | Fehler       | Rang |
| ----------------------------------------------------------------- | -------------------- | ----------- | ------------ | ---- |
| Jungen                                                            |                      |             |              |      |
| Luděk Abrahám                                                     | 7,5 km Sprint        | 20:13,3 min | 4 (2+2)      | 9    |
| Luděk Abrahám                                                     | 12 km Einzel         | 42:03,2 min | 14 (5+2+3+4) | 68   |
| Petr Hák                                                          | 7,5 km Sprint        | 21:53,0 min | 3 (0+3)      | 35   |
| Petr Hák                                                          | 12 km Einzel         | 40:09,6 min | 6 (1+3+0+2)  | 53   |
| Jakub Kudrnáč                                                     | 7,5 km Sprint        | 21:24,5 min | 3 (2+1)      | 26   |
| Jakub Kudrnáč                                                     | 12 km Einzel         | 40:17,0 min | 7 (2+2+1+2)  | 54   |
| Jan Semirád                                                       | 7,5 km Sprint        | 22:50,6 min | 4 (3+1)      | 55   |
| Jan Semirád                                                       | 12 km Einzel         | 41:20,7 min | 8 (2+3+0+3)  | 63   |
| Mädchen                                                           |                      |             |              |      |
| Zuzana Doležalová                                                 | 6 km Sprint          | 20:44,7 min | 3 (0+3)      | 37   |
| Zuzana Doležalová                                                 | 10 km Einzel         | 36:34,2 min | 5 (3+0+0+2)  | 19   |
| Gabriela Masaříková                                               | 6 km Sprint          | 20:45,9 min | 4 (2+2)      | 41   |
| Gabriela Masaříková                                               | 10 km Einzel         | 35:29,5 min | 4 (1+1+0+2)  | 12   |
| Svatava Mikysková                                                 | 6 km Sprint          | 21:03,0 min | 2 (0+2)      | 46   |
| Svatava Mikysková                                                 | 10 km Einzel         | 40:25,1 min | 9 (3+3+2+1)  | 58   |
| Kateřina Pavlů                                                    | 6 km Sprint          | 21:01,4 min | 2 (0+2)      | 45   |
| Kateřina Pavlů                                                    | 10 km Einzel         | 38:22,3 min | 6 (1+3+1+1)  | 40   |
| Mixed                                                             |                      |             |              |      |
| Kateřina Pavlů Jakub Kudrnáč                                      | Single Mixed-Staffel | 42:52,9 min | 1+4 1+5      | 5    |
| Gabriela Masaříková Zuzana Doležalová Luděk Abrahám Jakub Kudrnáč | Mixed-Staffel        | 1:12:57,9 h | 1+9 1+6      | 4    |

### Curling
| Wettbewerb    | Mixed-Team                                                             |
| ------------- | ---------------------------------------------------------------------- |
| Athleten      | Vít Chabičovský Kristyna Farková František Jiral Zuzana Pražáková      |
| Vorrunde      | Lettland 7:0 Japan 1:8 Schweden 2:8 Vereinigte Staaten 6:4 Italien 6:2 |
| Viertelfinale | ausgeschieden                                                          |
| Halbfinale    | ausgeschieden                                                          |
| Finale        | ausgeschieden                                                          |
| Platzierung   | 14                                                                     |

Im Mixed-Doppel, kam der Partner immer aus einem anderen Land, somit spielten nur gemischte Mannschaften in diesem Wettbewerb mit.
| Athleten                        | Wettbewerb   | 1. Runde                   | 1. Runde | 2. Runde                       | 2. Runde      | 3. Runde                     | 3. Runde      | 4. Runde                      | 4. Runde      | Halbfinale                     | Halbfinale    | Finale/Platz 3                   | Finale/Platz 3 | Rang   |
| Athleten                        | Wettbewerb   | Gegner                     | Erg      | Gegner                         | Erg           | Gegner                       | Erg           | Gegner                        | Erg           | Gegner                         | Erg           | Gegner                           | Erg            | Rang   |
| ------------------------------- | ------------ | -------------------------- | -------- | ------------------------------ | ------------- | ---------------------------- | ------------- | ----------------------------- | ------------- | ------------------------------ | ------------- | -------------------------------- | -------------- | ------ |
| Mixed                           |              |                            |          |                                |               |                              |               |                               |               |                                |               |                                  |                |        |
| Zuzana Pražáková Mooin Si-woo   | Mixed Doppel | Mina Kobayashi Leo Tuaz    | 5:6      | ausgeschieden                  | ausgeschieden | ausgeschieden                | ausgeschieden | ausgeschieden                 | ausgeschieden | ausgeschieden                  | ausgeschieden | ausgeschieden                    | ausgeschieden  | 25     |
| Robyn Mitchell František Jiral  | Mixed Doppel | Sara Rigler Benjamin Kapp  | 8:5      | Park You-been Robert Kamiński  | 6:5           | Laura Nagy Nathan Young      | 4:7           | ausgeschieden                 | ausgeschieden | ausgeschieden                  | ausgeschieden | ausgeschieden                    | ausgeschieden  | 7      |
| Kristyna Farková Axel Landelius | Mixed Doppel | Nora Østgård Michael Velve | 11:6     | Natalie Wiksten Ross Craik     | 12:6          | Monika Wosińska Zhang Likun  | 4:5           | ausgeschieden                 | ausgeschieden | ausgeschieden                  | ausgeschieden | ausgeschieden                    | ausgeschieden  | 7      |
| Pei Junhang Vít Chabičovský     | Mixed Doppel | Linda Joó Simone Piffer    | 9:6      | Nilla Hallström Dominik Szmidt | 12:3          | Liza Gregori Maximilian Winz | 8:2           | Maelle Vergnaud Grunde Buraas | 7:3           | Chana Beitone Nikolai Lyssakow | 5:10          | Platz 3: Mina Kobayashi Leo Tuaz | 7:3            | Bronze |

### Eishockey
| Wettbewerb  | Mädchen |
| ----------- | --- |
| Athleten    | Barbora Bartáková Natálie Brichová Adriana Dubová Aneta Dýcková Lucie Gruntová Michaela Hesová Eliška Hotová Anežka Hračová Barbora Hromádková Tereza Mašková Markéta Mazancová Anna Jiřina Pavlasová Tereza Pištěková Andrea Trnková Anna Vaníčková Karolína Veverková Adéla Wojnarová |
| Vorrunde    | Schweiz 0:1 n. P. Japan 1:4 |
| Halbfinale  | ausgeschieden |
| Finale      | ausgeschieden |
| Platzierung | 5 |

Im 3×3 Eishockey spielten die Athleten in gemischten Mannschaften.
| Mannschaft     | Athleten | Vorrunde       | Vorrunde  | Halbfinale     | Halbfinale    | Finale/Spiel um Bronze          | Finale/Spiel um Bronze | Rang   |
| Mannschaft     | Athleten | Gegner         | Ergebnis  | Gegner         | Ergebnis      | Gegner                          | Ergebnis               | Rang   |
| -------------- | --- | -------------- | --------- | -------------- | ------------- | ------------------------------- | ---------------------- | ------ |
| Jungen         | |                |           |                |               |                                 |                        |        |
| _ Team Braun   | Luka Banek Sai Lake Hugo Galvez Elvis Hsu Axel Ruski-Jones Marlon D’Acunto Erik Potšinok Evan Nauth Artur Seniut Matyáš Šapovaliv Milán Ivády Rastislav Eliáš Sebastian Aarsund                                       | _ Team Schwarz | 13:11     | _ Team Rot     | 7:9           | Spiel um Bronze: _ Team Schwarz | 6:5                    | Bronze |
| _ Team Braun   | Luka Banek Sai Lake Hugo Galvez Elvis Hsu Axel Ruski-Jones Marlon D’Acunto Erik Potšinok Evan Nauth Artur Seniut Matyáš Šapovaliv Milán Ivády Rastislav Eliáš Sebastian Aarsund                                       | _ Team Grün    | 6:8       | _ Team Rot     | 7:9           | Spiel um Bronze: _ Team Schwarz | 6:5                    | Bronze |
| _ Team Braun   | Luka Banek Sai Lake Hugo Galvez Elvis Hsu Axel Ruski-Jones Marlon D’Acunto Erik Potšinok Evan Nauth Artur Seniut Matyáš Šapovaliv Milán Ivády Rastislav Eliáš Sebastian Aarsund                                       | _ Team Grau    | 16:6      | _ Team Rot     | 7:9           | Spiel um Bronze: _ Team Schwarz | 6:5                    | Bronze |
| _ Team Braun   | Luka Banek Sai Lake Hugo Galvez Elvis Hsu Axel Ruski-Jones Marlon D’Acunto Erik Potšinok Evan Nauth Artur Seniut Matyáš Šapovaliv Milán Ivády Rastislav Eliáš Sebastian Aarsund                                       | _ Team Orange  | 14:10     | _ Team Rot     | 7:9           | Spiel um Bronze: _ Team Schwarz | 6:5                    | Bronze |
| _ Team Braun   | Luka Banek Sai Lake Hugo Galvez Elvis Hsu Axel Ruski-Jones Marlon D’Acunto Erik Potšinok Evan Nauth Artur Seniut Matyáš Šapovaliv Milán Ivády Rastislav Eliáš Sebastian Aarsund                                       | _ Team Rot     | 5:11      | _ Team Rot     | 7:9           | Spiel um Bronze: _ Team Schwarz | 6:5                    | Bronze |
| _ Team Braun   | Luka Banek Sai Lake Hugo Galvez Elvis Hsu Axel Ruski-Jones Marlon D’Acunto Erik Potšinok Evan Nauth Artur Seniut Matyáš Šapovaliv Milán Ivády Rastislav Eliáš Sebastian Aarsund                                       | _ Team Blau    | 14:2      | _ Team Rot     | 7:9           | Spiel um Bronze: _ Team Schwarz | 6:5                    | Bronze |
| _ Team Braun   | Luka Banek Sai Lake Hugo Galvez Elvis Hsu Axel Ruski-Jones Marlon D’Acunto Erik Potšinok Evan Nauth Artur Seniut Matyáš Šapovaliv Milán Ivády Rastislav Eliáš Sebastian Aarsund                                       | _ Team Gelb    | 8:6       | _ Team Rot     | 7:9           | Spiel um Bronze: _ Team Schwarz | 6:5                    | Bronze |
| _ Team Gelb    | Tibo Van Reeth Csongor Antal Yassin Soubra Tommaso Madaschi David Guilabert Ryan Kolgen Miha Beričič Andrej Muraschko Oskar Bakkevig Šimon Slavíček Daniel Valencia Loris Uberti Lukas Heuberger                      | _ Team Grün    | 5:10      | ausgeschieden  | ausgeschieden | ausgeschieden                   | ausgeschieden          | 7      |
| _ Team Gelb    | Tibo Van Reeth Csongor Antal Yassin Soubra Tommaso Madaschi David Guilabert Ryan Kolgen Miha Beričič Andrej Muraschko Oskar Bakkevig Šimon Slavíček Daniel Valencia Loris Uberti Lukas Heuberger                      | _ Team Grau    | 8:11      | ausgeschieden  | ausgeschieden | ausgeschieden                   | ausgeschieden          | 7      |
| _ Team Gelb    | Tibo Van Reeth Csongor Antal Yassin Soubra Tommaso Madaschi David Guilabert Ryan Kolgen Miha Beričič Andrej Muraschko Oskar Bakkevig Šimon Slavíček Daniel Valencia Loris Uberti Lukas Heuberger                      | _ Team Orange  | 9:4       | ausgeschieden  | ausgeschieden | ausgeschieden                   | ausgeschieden          | 7      |
| _ Team Gelb    | Tibo Van Reeth Csongor Antal Yassin Soubra Tommaso Madaschi David Guilabert Ryan Kolgen Miha Beričič Andrej Muraschko Oskar Bakkevig Šimon Slavíček Daniel Valencia Loris Uberti Lukas Heuberger                      | _ Team Schwarz | 7:19      | ausgeschieden  | ausgeschieden | ausgeschieden                   | ausgeschieden          | 7      |
| _ Team Gelb    | Tibo Van Reeth Csongor Antal Yassin Soubra Tommaso Madaschi David Guilabert Ryan Kolgen Miha Beričič Andrej Muraschko Oskar Bakkevig Šimon Slavíček Daniel Valencia Loris Uberti Lukas Heuberger                      | _ Team Blau    | 13:8      | ausgeschieden  | ausgeschieden | ausgeschieden                   | ausgeschieden          | 7      |
| _ Team Gelb    | Tibo Van Reeth Csongor Antal Yassin Soubra Tommaso Madaschi David Guilabert Ryan Kolgen Miha Beričič Andrej Muraschko Oskar Bakkevig Šimon Slavíček Daniel Valencia Loris Uberti Lukas Heuberger                      | _ Team Rot     | 13:15     | ausgeschieden  | ausgeschieden | ausgeschieden                   | ausgeschieden          | 7      |
| _ Team Gelb    | Tibo Van Reeth Csongor Antal Yassin Soubra Tommaso Madaschi David Guilabert Ryan Kolgen Miha Beričič Andrej Muraschko Oskar Bakkevig Šimon Slavíček Daniel Valencia Loris Uberti Lukas Heuberger                      | _ Team Braun   | 6:8       | ausgeschieden  | ausgeschieden | ausgeschieden                   | ausgeschieden          | 7      |
| _ Team Grün    | Nicolas Elgas Artjom Pronitschkin Nathan Nicoud Wolodymyr Troschkin Pablo González Maks Perčič Yam Yau Alessandro Segafredo Illja Korsun Marek Potšinok Patrik Dalen Levente Hegedűs Štěpán Maleček                   | _ Team Gelb    | 10:5      | _ Team Schwarz | 7:3           | _ Team Rot                      | 10:4                   | Gold   |
| _ Team Grün    | Nicolas Elgas Artjom Pronitschkin Nathan Nicoud Wolodymyr Troschkin Pablo González Maks Perčič Yam Yau Alessandro Segafredo Illja Korsun Marek Potšinok Patrik Dalen Levente Hegedűs Štěpán Maleček                   | _ Team Braun   | 8:6       | _ Team Schwarz | 7:3           | _ Team Rot                      | 10:4                   | Gold   |
| _ Team Grün    | Nicolas Elgas Artjom Pronitschkin Nathan Nicoud Wolodymyr Troschkin Pablo González Maks Perčič Yam Yau Alessandro Segafredo Illja Korsun Marek Potšinok Patrik Dalen Levente Hegedűs Štěpán Maleček                   | _ Team Rot     | 9:8 n. V. | _ Team Schwarz | 7:3           | _ Team Rot                      | 10:4                   | Gold   |
| _ Team Grün    | Nicolas Elgas Artjom Pronitschkin Nathan Nicoud Wolodymyr Troschkin Pablo González Maks Perčič Yam Yau Alessandro Segafredo Illja Korsun Marek Potšinok Patrik Dalen Levente Hegedűs Štěpán Maleček                   | _ Team Blau    | 11:6      | _ Team Schwarz | 7:3           | _ Team Rot                      | 10:4                   | Gold   |
| _ Team Grün    | Nicolas Elgas Artjom Pronitschkin Nathan Nicoud Wolodymyr Troschkin Pablo González Maks Perčič Yam Yau Alessandro Segafredo Illja Korsun Marek Potšinok Patrik Dalen Levente Hegedűs Štěpán Maleček                   | _ Team Grau    | 14:6      | _ Team Schwarz | 7:3           | _ Team Rot                      | 10:4                   | Gold   |
| _ Team Grün    | Nicolas Elgas Artjom Pronitschkin Nathan Nicoud Wolodymyr Troschkin Pablo González Maks Perčič Yam Yau Alessandro Segafredo Illja Korsun Marek Potšinok Patrik Dalen Levente Hegedűs Štěpán Maleček                   | _ Team Orange  | 8:6       | _ Team Schwarz | 7:3           | _ Team Rot                      | 10:4                   | Gold   |
| _ Team Grün    | Nicolas Elgas Artjom Pronitschkin Nathan Nicoud Wolodymyr Troschkin Pablo González Maks Perčič Yam Yau Alessandro Segafredo Illja Korsun Marek Potšinok Patrik Dalen Levente Hegedűs Štěpán Maleček                   | _ Team Schwarz | 4:6       | _ Team Schwarz | 7:3           | _ Team Rot                      | 10:4                   | Gold   |
| _ Team Schwarz | Ruben Esposito Lukas Floriantschitz Kerem Alsan Jaroslaw Labutkin Yu Jiacong Corné van Stuijvenberg Wataru Suzuki Adam Sýkora Dominik Pavlata Linas Dėdinas Daniil Karpowitsch Kalle Varis Matthias Rindone           | _ Team Braun   | 7:6       | _ Team Grün    | 3:7           | Spiel um Bronze: _ Team Braun   | 5:6                    | 4      |
| _ Team Schwarz | Ruben Esposito Lukas Floriantschitz Kerem Alsan Jaroslaw Labutkin Yu Jiacong Corné van Stuijvenberg Wataru Suzuki Adam Sýkora Dominik Pavlata Linas Dėdinas Daniil Karpowitsch Kalle Varis Matthias Rindone           | _ Team Rot     | 5:4       | _ Team Grün    | 3:7           | Spiel um Bronze: _ Team Braun   | 5:6                    | 4      |
| _ Team Schwarz | Ruben Esposito Lukas Floriantschitz Kerem Alsan Jaroslaw Labutkin Yu Jiacong Corné van Stuijvenberg Wataru Suzuki Adam Sýkora Dominik Pavlata Linas Dėdinas Daniil Karpowitsch Kalle Varis Matthias Rindone           | _ Team Blau    | 4:8       | _ Team Grün    | 3:7           | Spiel um Bronze: _ Team Braun   | 5:6                    | 4      |
| _ Team Schwarz | Ruben Esposito Lukas Floriantschitz Kerem Alsan Jaroslaw Labutkin Yu Jiacong Corné van Stuijvenberg Wataru Suzuki Adam Sýkora Dominik Pavlata Linas Dėdinas Daniil Karpowitsch Kalle Varis Matthias Rindone           | _ Team Gelb    | 7:2       | _ Team Grün    | 3:7           | Spiel um Bronze: _ Team Braun   | 5:6                    | 4      |
| _ Team Schwarz | Ruben Esposito Lukas Floriantschitz Kerem Alsan Jaroslaw Labutkin Yu Jiacong Corné van Stuijvenberg Wataru Suzuki Adam Sýkora Dominik Pavlata Linas Dėdinas Daniil Karpowitsch Kalle Varis Matthias Rindone           | _ Team Orange  | 8:14      | _ Team Grün    | 3:7           | Spiel um Bronze: _ Team Braun   | 5:6                    | 4      |
| _ Team Schwarz | Ruben Esposito Lukas Floriantschitz Kerem Alsan Jaroslaw Labutkin Yu Jiacong Corné van Stuijvenberg Wataru Suzuki Adam Sýkora Dominik Pavlata Linas Dėdinas Daniil Karpowitsch Kalle Varis Matthias Rindone           | _ Team Grau    | 16:8      | _ Team Grün    | 3:7           | Spiel um Bronze: _ Team Braun   | 5:6                    | 4      |
| _ Team Schwarz | Ruben Esposito Lukas Floriantschitz Kerem Alsan Jaroslaw Labutkin Yu Jiacong Corné van Stuijvenberg Wataru Suzuki Adam Sýkora Dominik Pavlata Linas Dėdinas Daniil Karpowitsch Kalle Varis Matthias Rindone           | _ Team Grün    | 6:4       | _ Team Grün    | 3:7           | Spiel um Bronze: _ Team Braun   | 5:6                    | 4      |
| Mädchen        | |                |           |                |               |                                 |                        |        |
| _ Team Braun   | Arwen Nylaander Julia Termens Nausikäa Clement Ximena González Riko Matsumoto Roos Karst Celine Mayer Alicja Sowa Barbora Bartáková Marja Linzbichler Tallulah Bryant Ivana Latková Daniella Lauritzen Pizarro        | _ Team Schwarz | 13:11     | _ Team Schwarz | 7:11          | Spiel um Bronze: _ Team Blau    | 4:6                    | 4      |
| _ Team Braun   | Arwen Nylaander Julia Termens Nausikäa Clement Ximena González Riko Matsumoto Roos Karst Celine Mayer Alicja Sowa Barbora Bartáková Marja Linzbichler Tallulah Bryant Ivana Latková Daniella Lauritzen Pizarro        | _ Team Grün    | 6:8       | _ Team Schwarz | 7:11          | Spiel um Bronze: _ Team Blau    | 4:6                    | 4      |
| _ Team Braun   | Arwen Nylaander Julia Termens Nausikäa Clement Ximena González Riko Matsumoto Roos Karst Celine Mayer Alicja Sowa Barbora Bartáková Marja Linzbichler Tallulah Bryant Ivana Latková Daniella Lauritzen Pizarro        | _ Team Grau    | 16:6      | _ Team Schwarz | 7:11          | Spiel um Bronze: _ Team Blau    | 4:6                    | 4      |
| _ Team Braun   | Arwen Nylaander Julia Termens Nausikäa Clement Ximena González Riko Matsumoto Roos Karst Celine Mayer Alicja Sowa Barbora Bartáková Marja Linzbichler Tallulah Bryant Ivana Latková Daniella Lauritzen Pizarro        | _ Team Orange  | 14:10     | _ Team Schwarz | 7:11          | Spiel um Bronze: _ Team Blau    | 4:6                    | 4      |
| _ Team Braun   | Arwen Nylaander Julia Termens Nausikäa Clement Ximena González Riko Matsumoto Roos Karst Celine Mayer Alicja Sowa Barbora Bartáková Marja Linzbichler Tallulah Bryant Ivana Latková Daniella Lauritzen Pizarro        | _ Team Rot     | 5:11      | _ Team Schwarz | 7:11          | Spiel um Bronze: _ Team Blau    | 4:6                    | 4      |
| _ Team Braun   | Arwen Nylaander Julia Termens Nausikäa Clement Ximena González Riko Matsumoto Roos Karst Celine Mayer Alicja Sowa Barbora Bartáková Marja Linzbichler Tallulah Bryant Ivana Latková Daniella Lauritzen Pizarro        | _ Team Blau    | 14:2      | _ Team Schwarz | 7:11          | Spiel um Bronze: _ Team Blau    | 4:6                    | 4      |
| _ Team Braun   | Arwen Nylaander Julia Termens Nausikäa Clement Ximena González Riko Matsumoto Roos Karst Celine Mayer Alicja Sowa Barbora Bartáková Marja Linzbichler Tallulah Bryant Ivana Latková Daniella Lauritzen Pizarro        | _ Team Gelb    | 8:6       | _ Team Schwarz | 7:11          | Spiel um Bronze: _ Team Blau    | 4:6                    | 4      |
| _ Team Gelb    | Anke Steeno Eva Aizpurua Ludmilla Bourcet Elisa Innocenti Katya Blong Iris van Houten Zuzana Trnková Luisa Wilson Shin Seo-yoon Leonie Böttcher Nora Pollestad Nubya Aeschlimann Magdalena Luggin                     | _ Team Grün    | 5:10      | _ Team Blau    | 7:5           | _ Team Schwarz                  | 6:1                    | Gold   |
| _ Team Gelb    | Anke Steeno Eva Aizpurua Ludmilla Bourcet Elisa Innocenti Katya Blong Iris van Houten Zuzana Trnková Luisa Wilson Shin Seo-yoon Leonie Böttcher Nora Pollestad Nubya Aeschlimann Magdalena Luggin                     | _ Team Grau    | 8:11      | _ Team Blau    | 7:5           | _ Team Schwarz                  | 6:1                    | Gold   |
| _ Team Gelb    | Anke Steeno Eva Aizpurua Ludmilla Bourcet Elisa Innocenti Katya Blong Iris van Houten Zuzana Trnková Luisa Wilson Shin Seo-yoon Leonie Böttcher Nora Pollestad Nubya Aeschlimann Magdalena Luggin                     | _ Team Orange  | 9:4       | _ Team Blau    | 7:5           | _ Team Schwarz                  | 6:1                    | Gold   |
| _ Team Gelb    | Anke Steeno Eva Aizpurua Ludmilla Bourcet Elisa Innocenti Katya Blong Iris van Houten Zuzana Trnková Luisa Wilson Shin Seo-yoon Leonie Böttcher Nora Pollestad Nubya Aeschlimann Magdalena Luggin                     | _ Team Schwarz | 7:19      | _ Team Blau    | 7:5           | _ Team Schwarz                  | 6:1                    | Gold   |
| _ Team Gelb    | Anke Steeno Eva Aizpurua Ludmilla Bourcet Elisa Innocenti Katya Blong Iris van Houten Zuzana Trnková Luisa Wilson Shin Seo-yoon Leonie Böttcher Nora Pollestad Nubya Aeschlimann Magdalena Luggin                     | _ Team Blau    | 13:8      | _ Team Blau    | 7:5           | _ Team Schwarz                  | 6:1                    | Gold   |
| _ Team Gelb    | Anke Steeno Eva Aizpurua Ludmilla Bourcet Elisa Innocenti Katya Blong Iris van Houten Zuzana Trnková Luisa Wilson Shin Seo-yoon Leonie Böttcher Nora Pollestad Nubya Aeschlimann Magdalena Luggin                     | _ Team Rot     | 13:15     | _ Team Blau    | 7:5           | _ Team Schwarz                  | 6:1                    | Gold   |
| _ Team Gelb    | Anke Steeno Eva Aizpurua Ludmilla Bourcet Elisa Innocenti Katya Blong Iris van Houten Zuzana Trnková Luisa Wilson Shin Seo-yoon Leonie Böttcher Nora Pollestad Nubya Aeschlimann Magdalena Luggin                     | _ Team Braun   | 6:8       | _ Team Blau    | 7:5           | _ Team Schwarz                  | 6:1                    | Gold   |
| _ Team Grau    | Siria Dore Valentina Vrhoci Lina Meijer Emilia Munteanu Ilary Larese De Pasqua Zhang Shuqi Markéta Mazancová Jekaterina Dawletschina Ebony Brunt Lee Eun-ji Dorottya Gengeliczky Sofie van Dueren Jeļizaveta Stadņika | _ Team Blau    | 9:8       | ausgeschieden  | ausgeschieden | ausgeschieden                   | ausgeschieden          | 6      |
| _ Team Grau    | Siria Dore Valentina Vrhoci Lina Meijer Emilia Munteanu Ilary Larese De Pasqua Zhang Shuqi Markéta Mazancová Jekaterina Dawletschina Ebony Brunt Lee Eun-ji Dorottya Gengeliczky Sofie van Dueren Jeļizaveta Stadņika | _ Team Gelb    | 11:8      | ausgeschieden  | ausgeschieden | ausgeschieden                   | ausgeschieden          | 6      |
| _ Team Grau    | Siria Dore Valentina Vrhoci Lina Meijer Emilia Munteanu Ilary Larese De Pasqua Zhang Shuqi Markéta Mazancová Jekaterina Dawletschina Ebony Brunt Lee Eun-ji Dorottya Gengeliczky Sofie van Dueren Jeļizaveta Stadņika | _ Team Braun   | 6:16      | ausgeschieden  | ausgeschieden | ausgeschieden                   | ausgeschieden          | 6      |
| _ Team Grau    | Siria Dore Valentina Vrhoci Lina Meijer Emilia Munteanu Ilary Larese De Pasqua Zhang Shuqi Markéta Mazancová Jekaterina Dawletschina Ebony Brunt Lee Eun-ji Dorottya Gengeliczky Sofie van Dueren Jeļizaveta Stadņika | _ Team Rot     | 13:9      | ausgeschieden  | ausgeschieden | ausgeschieden                   | ausgeschieden          | 6      |
| _ Team Grau    | Siria Dore Valentina Vrhoci Lina Meijer Emilia Munteanu Ilary Larese De Pasqua Zhang Shuqi Markéta Mazancová Jekaterina Dawletschina Ebony Brunt Lee Eun-ji Dorottya Gengeliczky Sofie van Dueren Jeļizaveta Stadņika | _ Team Grün    | 6:14      | ausgeschieden  | ausgeschieden | ausgeschieden                   | ausgeschieden          | 6      |
| _ Team Grau    | Siria Dore Valentina Vrhoci Lina Meijer Emilia Munteanu Ilary Larese De Pasqua Zhang Shuqi Markéta Mazancová Jekaterina Dawletschina Ebony Brunt Lee Eun-ji Dorottya Gengeliczky Sofie van Dueren Jeļizaveta Stadņika | _ Team Schwarz | 8:16      | ausgeschieden  | ausgeschieden | ausgeschieden                   | ausgeschieden          | 6      |
| _ Team Grau    | Siria Dore Valentina Vrhoci Lina Meijer Emilia Munteanu Ilary Larese De Pasqua Zhang Shuqi Markéta Mazancová Jekaterina Dawletschina Ebony Brunt Lee Eun-ji Dorottya Gengeliczky Sofie van Dueren Jeļizaveta Stadņika | _ Team Orange  | 5:2       | ausgeschieden  | ausgeschieden | ausgeschieden                   | ausgeschieden          | 6      |
| _ Team Grün    | Melanie Hernández Annie Sommer Huang Chun-lin Delfina Fattore Chanel Hofverberg Emma Donovalová Agata Muraro Ruka Kiyokawa Jessie Taylor Lisa Schröfl Kang Si-hyun Barbora Dalecká Fruzsina Szabó                     | _ Team Gelb    | 10:5      | ausgeschieden  | ausgeschieden | ausgeschieden                   | ausgeschieden          | 5      |
| _ Team Grün    | Melanie Hernández Annie Sommer Huang Chun-lin Delfina Fattore Chanel Hofverberg Emma Donovalová Agata Muraro Ruka Kiyokawa Jessie Taylor Lisa Schröfl Kang Si-hyun Barbora Dalecká Fruzsina Szabó                     | _ Team Braun   | 8:6       | ausgeschieden  | ausgeschieden | ausgeschieden                   | ausgeschieden          | 5      |
| _ Team Grün    | Melanie Hernández Annie Sommer Huang Chun-lin Delfina Fattore Chanel Hofverberg Emma Donovalová Agata Muraro Ruka Kiyokawa Jessie Taylor Lisa Schröfl Kang Si-hyun Barbora Dalecká Fruzsina Szabó                     | _ Team Rot     | 9:8 n. V. | ausgeschieden  | ausgeschieden | ausgeschieden                   | ausgeschieden          | 5      |
| _ Team Grün    | Melanie Hernández Annie Sommer Huang Chun-lin Delfina Fattore Chanel Hofverberg Emma Donovalová Agata Muraro Ruka Kiyokawa Jessie Taylor Lisa Schröfl Kang Si-hyun Barbora Dalecká Fruzsina Szabó                     | _ Team Blau    | 11:6      | ausgeschieden  | ausgeschieden | ausgeschieden                   | ausgeschieden          | 5      |
| _ Team Grün    | Melanie Hernández Annie Sommer Huang Chun-lin Delfina Fattore Chanel Hofverberg Emma Donovalová Agata Muraro Ruka Kiyokawa Jessie Taylor Lisa Schröfl Kang Si-hyun Barbora Dalecká Fruzsina Szabó                     | _ Team Grau    | 14:6      | ausgeschieden  | ausgeschieden | ausgeschieden                   | ausgeschieden          | 5      |
| _ Team Grün    | Melanie Hernández Annie Sommer Huang Chun-lin Delfina Fattore Chanel Hofverberg Emma Donovalová Agata Muraro Ruka Kiyokawa Jessie Taylor Lisa Schröfl Kang Si-hyun Barbora Dalecká Fruzsina Szabó                     | _ Team Orange  | 8:6       | ausgeschieden  | ausgeschieden | ausgeschieden                   | ausgeschieden          | 5      |
| _ Team Grün    | Melanie Hernández Annie Sommer Huang Chun-lin Delfina Fattore Chanel Hofverberg Emma Donovalová Agata Muraro Ruka Kiyokawa Jessie Taylor Lisa Schröfl Kang Si-hyun Barbora Dalecká Fruzsina Szabó                     | _ Team Schwarz | 4:6       | ausgeschieden  | ausgeschieden | ausgeschieden                   | ausgeschieden          | 5      |
| _ Team Rot     | Sonia David Valeria Ansoleaga Kao Wei-ting Nie Xinrui Abby Rowbotham Zoé Mächler Mila Lutteral Barbora Kapičáková Alina Itschajewa Bea Storesund Andrea Trnková Felicity Luby Anita Origlio                           | _ Team Orange  | 6:8       | ausgeschieden  | ausgeschieden | ausgeschieden                   | ausgeschieden          | 7      |
| _ Team Rot     | Sonia David Valeria Ansoleaga Kao Wei-ting Nie Xinrui Abby Rowbotham Zoé Mächler Mila Lutteral Barbora Kapičáková Alina Itschajewa Bea Storesund Andrea Trnková Felicity Luby Anita Origlio                           | _ Team Schwarz | 12:9      | ausgeschieden  | ausgeschieden | ausgeschieden                   | ausgeschieden          | 7      |
| _ Team Rot     | Sonia David Valeria Ansoleaga Kao Wei-ting Nie Xinrui Abby Rowbotham Zoé Mächler Mila Lutteral Barbora Kapičáková Alina Itschajewa Bea Storesund Andrea Trnková Felicity Luby Anita Origlio                           | _ Team Grün    | 9:8 n. V. | ausgeschieden  | ausgeschieden | ausgeschieden                   | ausgeschieden          | 7      |
| _ Team Rot     | Sonia David Valeria Ansoleaga Kao Wei-ting Nie Xinrui Abby Rowbotham Zoé Mächler Mila Lutteral Barbora Kapičáková Alina Itschajewa Bea Storesund Andrea Trnková Felicity Luby Anita Origlio                           | _ Team Grau    | 9:13      | ausgeschieden  | ausgeschieden | ausgeschieden                   | ausgeschieden          | 7      |
| _ Team Rot     | Sonia David Valeria Ansoleaga Kao Wei-ting Nie Xinrui Abby Rowbotham Zoé Mächler Mila Lutteral Barbora Kapičáková Alina Itschajewa Bea Storesund Andrea Trnková Felicity Luby Anita Origlio                           | _ Team Braun   | 11:5      | ausgeschieden  | ausgeschieden | ausgeschieden                   | ausgeschieden          | 7      |
| _ Team Rot     | Sonia David Valeria Ansoleaga Kao Wei-ting Nie Xinrui Abby Rowbotham Zoé Mächler Mila Lutteral Barbora Kapičáková Alina Itschajewa Bea Storesund Andrea Trnková Felicity Luby Anita Origlio                           | _ Team Gelb    | 15:13     | ausgeschieden  | ausgeschieden | ausgeschieden                   | ausgeschieden          | 7      |
| _ Team Rot     | Sonia David Valeria Ansoleaga Kao Wei-ting Nie Xinrui Abby Rowbotham Zoé Mächler Mila Lutteral Barbora Kapičáková Alina Itschajewa Bea Storesund Andrea Trnková Felicity Luby Anita Origlio                           | _ Team Blau    | 18:11     | ausgeschieden  | ausgeschieden | ausgeschieden                   | ausgeschieden          | 7      |

### Eiskunstlauf
| Athleten                    | Wettbewerbe | Kurzprogramm/-tanz | Kurzprogramm/-tanz | Kür/Kürtanz | Kür/Kürtanz | Gesamt | Gesamt |
| Athleten                    | Wettbewerbe | Punkte             | Rang               | Punkte      | Rang        | Punkte | Rang   |
| --------------------------- | ----------- | ------------------ | ------------------ | ----------- | ----------- | ------ | ------ |
| Jungen                      |             |                    |                    |             |             |        |        |
| Daniel Mrázek               | Einzel      | 60,66              | 8                  | 96,32       | 13          | 156,98 | 11     |
| Mixed                       |             |                    |                    |             |             |        |        |
| Denisa Cimlová Vilém Hlavsa | Eistanz     | 50,06              | 8                  | 80,97       | 7           | 131,3  | 8      |

### Eisschnelllauf
| Athleten                                                                 | Wettbewerbe | Zeit        | Rang |
| ------------------------------------------------------------------------ | ----------- | ----------- | ---- |
| Jungen                                                                   |             |             |      |
| Jakub Kočí                                                               | 500 m       | 41,64 s     | 30   |
| Jakub Kočí                                                               | 1500 m      | 2:03,54 min | 22   |
| Lukáš Steklý                                                             | 500 m       | 41,12 s     | 29   |
| Lukáš Steklý                                                             | 1500 m      | 2:04,00 min | 23   |
| Mädchen                                                                  |             |             |      |
| Zuzana Kuršová                                                           | 500 m       | 44,67 s     | 31   |
| Zuzana Kuršová                                                           | 1500 m      | 2:18,65 min | 14   |
| Kateřina Macháčková                                                      | 500 m       | 45,89 s     | 32   |
| Kateřina Macháčková                                                      | 1500 m      | 2:22,84 min | 25   |
| Mixed                                                                    |             |             |      |
| Team 1 Kateřina Macháčková Isabel Grevelt Maks Fjodarau Felix Motschmann | Teamsprint  | 2:08,16 min | 9    |
| Team 2 Zuzana Kuršová Wang Jingyi Manuel Zähringer Andrej Herman         | Teamsprint  | 2:09,32 min | 11   |
| Team 6 Julie Berg Sjøbrend Anna Ostlender Jakub Kočí Sebas Diniz         | Teamsprint  | DSQ         | DSQ  |
| Team 7 Warwara Bandaryna Myrthe de Boer Lukáš Steklý Yudai Yamamoto      | Teamsprint  | 2:06,80 min | 5    |

| Athleten            | Wettbewerbe | Halbfinale | Halbfinale  | Halbfinale | Finale        | Finale        | Finale        | Rang          |
| Athleten            | Wettbewerbe | Punkte     | Zeit        | Rang       | Punkte        | Zeit          | Rang          | Rang          |
| ------------------- | ----------- | ---------- | ----------- | ---------- | ------------- | ------------- | ------------- | ------------- |
| Jungen              |             |            |             |            |               |               |               |               |
| Jakub Kočí          | Massenstart | 0          | 6:34,64 min | 11         | ausgeschieden | ausgeschieden | ausgeschieden | ausgeschieden |
| Lukáš Steklý        | Massenstart | 0          | 5:55,71 min | 10         | ausgeschieden | ausgeschieden | ausgeschieden | ausgeschieden |
| Mädchen             |             |            |             |            |               |               |               |               |
| Zuzana Kuršová      | Massenstart | 3          | 6:15,28 min | 5          | 25            | 6:50,90 min   | 2             | Silber        |
| Kateřina Macháčková | Massenstart | 0          | 6:53,27 min | 11         | ausgeschieden | ausgeschieden | ausgeschieden | ausgeschieden |

### Freestyle-Skiing
| Athleten       | Wettbewerbe | Qualifikation | Qualifikation | Finale        | Finale        | Rang |
| Athleten       | Wettbewerbe | Punkte        | Rang          | Punkte        | Rang          | Rang |
| -------------- | ----------- | ------------- | ------------- | ------------- | ------------- | ---- |
| Jungen         |             |               |               |               |               |      |
| Štěpán Hudeček | Big Air     | 78,25         | 7             | 73,25         | 11            | 11   |
| Štěpán Hudeček | Slopestyle  | 38,00         | 21            | ausgeschieden | ausgeschieden | 21   |
| Matěj Švancer  | Big Air     | 78,00         | 8             | 186,00        | 1             | Gold |
| Matěj Švancer  | Slopestyle  | 95,00         | 1             | 85,00         | 4             | 4    |

| Athleten         | Wettbewerbe | Vorrunde | Halbfinale    | Finale        | Rang   |
| Athleten         | Wettbewerbe | Rang     | Rang          | Rang          | Rang   |
| ---------------- | ----------- | -------- | ------------- | ------------- | ------ |
| Jungen           |             |          |               |               |        |
| Josef Petřek     | Skicross    | 9        | ausgeschieden | ausgeschieden | 17     |
| Richard Zachoval | Skicross    | 7        | ausgeschieden | ausgeschieden | 15     |
| Mädchen          |             |          |               |               |        |
| Diana Cholenská  | Skicross    | 1        | 1             | 2             | Silber |
| Hanka Krčálová   | Skicross    | 12       | ausgeschieden | ausgeschieden | 24     |

### Nordische Kombination
| Athleten                                                                                    | Wettbewerb                          | Skispringen | Skispringen | Skispringen | Langlauf    | Langlauf | Rang |
| Athleten                                                                                    | Wettbewerb                          | Weite       | Punkte      | Rang        | Zeit        | Rang     | Rang |
| ------------------------------------------------------------------------------------------- | ----------------------------------- | ----------- | ----------- | ----------- | ----------- | -------- | ---- |
| Jungen                                                                                      |                                     |             |             |             |             |          |      |
| Lukas Kohlberger                                                                            | Normalschanze / 6 km                | 69,0 m      | 72,5        | 26          | 19:42,1 min | 26       | 26   |
| Jan Šimek                                                                                   | Normalschanze / 6 km                | 77,5 m      | 94,9        | 22          | 17:26,4 min | 20       | 20   |
| Mädchen                                                                                     |                                     |             |             |             |             |          |      |
| Jolana Hradilová                                                                            | Normalschanze / 4 km                | 57,0 m      | 61,2        | 23          | 16:29,6 min | 23       | 23   |
| Markéta Fajkusová                                                                           | Normalschanze / 4 km                | 68,0 m      | 81,7        | 18          | 15:48,5 min | 22       | 22   |
| Mixed                                                                                       |                                     |             |             |             |             |          |      |
| Tereza Prokešová Jan Šimek Štěpánka Ptáčková Jiří Konvalinka Eliška Šibravová Mathias Vacek | Staffel, Normalschanze / 4 × 3,3 km | 289,0 m     | 398,3       | 6           | 34:07,9 min | 10       | 10   |

### Rennrodeln
| Athlet                                                           | Wettbewerb   | Lauf 1   | Lauf 1 | Lauf 2   | Lauf 2 | Gesamt       | Gesamt |
| Athlet                                                           | Wettbewerb   | Zeit     | Rang   | Zeit     | Rang   | Zeit         | Rang   |
| ---------------------------------------------------------------- | ------------ | -------- | ------ | -------- | ------ | ------------ | ------ |
| Jungen                                                           |              |          |        |          |        |              |        |
| Jakub Vepřovský                                                  | Einsitzer    | 56,515 s | 23     | 56,397 s | 20     | 1:52,912 min | 22     |
| Mädchen                                                          |              |          |        |          |        |              |        |
| Anna Čežíková                                                    | Einsitzer    | 56,604 s | 19     | 56,395 s | 20     | 1:52,999 min | 20     |
| Markéta Nováková Anna Vejdělková                                 | Doppelsitzer | 56,790 s | 8      | 58,068 s | 9      | 1:54,858 min | 9      |
| Mixed                                                            |              |          |        |          |        |              |        |
| Anna Čežíková Jakub Vepřovský Markéta Nováková / Anna Vejdělková | Teamstaffel  | –        | –      | –        | –      | 3:03,564 min | 10     |

### Shorttrack
| Athlet            | Wettbewerb | Vorlauf  | Vorlauf | Viertelfinale | Viertelfinale | Halbfinale    | Halbfinale    | Finale        | Finale        | Rang |
| Athlet            | Wettbewerb | Zeit     | Rang    | Zeit          | Rang          | Zeit          | Rang          | Zeit          | Rang          | Rang |
| ----------------- | ---------- | -------- | ------- | ------------- | ------------- | ------------- | ------------- | ------------- | ------------- | ---- |
| Mädchen           |            |          |         |               |               |               |               |               |               |      |
| Markéta Fajkusová | 500 m      | 46,259 s | 3       | ausgeschieden | ausgeschieden | ausgeschieden | ausgeschieden | ausgeschieden | ausgeschieden | 21   |
| Markéta Fajkusová | 1000 m     | 2:01,616 | 3       | ausgeschieden | ausgeschieden | ausgeschieden | ausgeschieden | ausgeschieden | ausgeschieden | 24   |

### Skeleton
| Athlet            | Lauf 1      | Lauf 1 | Lauf 2      | Lauf 2 | Gesamt      | Gesamt |
| Athlet            | Zeit        | Rang   | Zeit        | Rang   | Zeit        | Rang   |
| ----------------- | ----------- | ------ | ----------- | ------ | ----------- | ------ |
| Jungen            |             |        |             |        |             |        |
| Timon Drahoňovský | 1:11,47 min | 13     | 1:11,73 min | 16     | 2:23,20 min | 14     |

### Ski Alpin
| Athleten         | Wettbewerbe  | 1. Lauf     | 1. Lauf | 2. Lauf     | 2. Lauf | Gesamt      | Gesamt |
| Athleten         | Wettbewerbe  | Zeit        | Rang    | Zeit        | Rang    | Zeit        | Rang   |
| ---------------- | ------------ | ----------- | ------- | ----------- | ------- | ----------- | ------ |
| Jungen           |              |             |         |             |         |             |        |
| David Kubeš      | Riesenslalom | 1:05,14 min | 16      | 1:05,44 min | 12      | 2:10,58 min | 13     |
| David Kubeš      | Slalom       | 39,11 s     | 22      | 42,02 s     | 22      | 1:21,13 min | 19     |
| David Kubeš      | Super-G      | –           | –       | –           | –       | 55,01 s     | 5      |
| David Kubeš      | Kombination  | 55,01 s     | 5       | 35,69 s     | 20      | 1:30,70 min | 13     |
| Mädchen          |              |             |         |             |         |             |        |
| Barbora Nováková | Riesenslalom | 1:07,42 min | 24      | 1:05,81 min | 20      | 2:13,23 min | 18     |
| Barbora Nováková | Slalom       | DNS         | DNS     | DNS         | DNS     | DNS         | DNS    |
| Barbora Nováková | Super-G      | –           | –       | –           | –       | DNF         | DNF    |
| Barbora Nováková | Kombination  | DNF         | DNF     | DNF         | DNF     | DNF         | DNF    |

### Skilanglauf
| Athleten           | Wettbewerbe     | Qualifikation | Qualifikation | Viertelfinale | Viertelfinale | Halbfinale    | Halbfinale    | Finale        | Finale        | Rang |
| Athleten           | Wettbewerbe     | Zeit          | Rang          | Zeit          | Rang          | Zeit          | Rang          | Zeit          | Rang          | Rang |
| ------------------ | --------------- | ------------- | ------------- | ------------- | ------------- | ------------- | ------------- | ------------- | ------------- | ---- |
| Jungen             |                 |               |               |               |               |               |               |               |               |      |
| Šimon Pavlásek     | 10 km klassisch | –             | –             | –             | –             | –             | –             | 28:26,5 min   | 17            | 17   |
| Šimon Pavlásek     | Sprint Freistil | 3:24,06 min   | 21            | 3:30,97 min   | 4             | ausgeschieden | ausgeschieden | ausgeschieden | ausgeschieden | 19   |
| Šimon Pavlásek     | Langlauf-Cross  | 4:37,62 min   | 35            | –             | –             | ausgeschieden | ausgeschieden | ausgeschieden | ausgeschieden | 35   |
| Mathias Vacek      | 10 km klassisch | –             | –             | –             | –             | –             | –             | 28:16,3       | 15            | 15   |
| Mathias Vacek      | Sprint Freistil | 3:21,80 min   | 15            | 3:23,52 min   | 3             | 3:23,77 min   | 6             | ausgeschieden | ausgeschieden | 11   |
| Mathias Vacek      | Langlauf-Cross  | 4:32,34 min   | 22            | –             | –             | 4:29,56 min   | 10            | ausgeschieden | ausgeschieden | 28   |
| Kryštof Zatloukal  | 10 km klassisch | –             | –             | –             | –             | –             | –             | 30:21,5 min   | 44            | 44   |
| Kryštof Zatloukal  | Sprint Freistil | 3:31,32 min   | 40            | ausgeschieden | ausgeschieden | ausgeschieden | ausgeschieden | ausgeschieden | ausgeschieden | 40   |
| Kryštof Zatloukal  | Langlauf-Cross  | 4:42,59 min   | 45            | –             | –             | ausgeschieden | ausgeschieden | ausgeschieden | ausgeschieden | 45   |
| Mädchen            |                 |               |               |               |               |               |               |               |               |      |
| Tereza Prokešová   | 5 km klassisch  | –             | –             | –             | –             | –             | –             | 16:27,0 min   | 38            | 38   |
| Tereza Prokešová   | Sprint Freistil | 3:00,24 min   | 33            | ausgeschieden | ausgeschieden | ausgeschieden | ausgeschieden | ausgeschieden | ausgeschieden | 33   |
| Tereza Prokešová   | Langlauf-Cross  | 5:30,73 min   | 36            | –             | –             | ausgeschieden | ausgeschieden | ausgeschieden | ausgeschieden | 36   |
| Eliška Šibravová   | 5 km klassisch  | –             | –             | –             | –             | –             | –             | 15:48,4 min   | 24            | 24   |
| Eliška Šibravová   | Sprint Freistil | 2:58,23 min   | 30            | 2:59,90       | 6             | ausgeschieden | ausgeschieden | ausgeschieden | ausgeschieden | 30   |
| Eliška Šibravová   | Langlauf-Cross  | 5:26,88 min   | 31            | –             | –             | ausgeschieden | ausgeschieden | ausgeschieden | ausgeschieden | 31   |
| Kateřina Svobodová | 5 km klassisch  | –             | –             | –             | –             | –             | –             | 16:45,9 min   | 44            | 44   |
| Kateřina Svobodová | Sprint Freistil | 3:02,58 min   | 40            | ausgeschieden | ausgeschieden | ausgeschieden | ausgeschieden | ausgeschieden | ausgeschieden | 40   |
| Kateřina Svobodová | Langlauf-Cross  | 5:43,31 min   | 47            | –             | –             | ausgeschieden | ausgeschieden | ausgeschieden | ausgeschieden | 47   |

### Skispringen
| Athleten                                                     | Wettbewerb                 | 1. Durchgang | 1. Durchgang | 1. Durchgang | 2. Durchgang | 2. Durchgang | 2. Durchgang | Gesamt | Gesamt |
| Athleten                                                     | Wettbewerb                 | Weite        | Punkte       | Rang         | Weite        | Punkte       | Rang         | Punkte | Rang   |
| ------------------------------------------------------------ | -------------------------- | ------------ | ------------ | ------------ | ------------ | ------------ | ------------ | ------ | ------ |
| Jungen                                                       |                            |              |              |              |              |              |              |        |        |
| Jiří Konvalinka                                              | Normalschanze              | 81,5 m       | 106,0        | 12           | 83,0 m       | 108,7        | 13           | 214,7  | 11     |
| Petr Vaverka                                                 | Normalschanze              | 74,0 m       | 90,1         | 25           | 78,5 m       | 95,2         | 23           | 185,3  | 25     |
| Mädchen                                                      |                            |              |              |              |              |              |              |        |        |
| Štěpánka Ptáčková                                            | Normalschanze              | 80,0 m       | 109,7        | 4            | 83,5 m       | 104,9        | 2            | 214,6  | Bronze |
| Klára Ulrichová                                              | Normalschanze              | 78,0 m       | 100,3        | 9            | 76,0 m       | 89,4         | 7            | 189,7  | 8      |
| Mixed                                                        |                            |              |              |              |              |              |              |        |        |
| Tereza Koldovská Jan Šimek Štěpánka Ptáčková Jiří Konvalinka | Teamspringen Normalschanze | 321,5 m      | 413,7        | 6            | 294,5 m      | 403,9        | 9            | 817,6  | 8      |

### Snowboard
| Athleten            | Wettbewerbe | Qualifikation | Qualifikation | Finale | Finale | Rang |
| Athleten            | Wettbewerbe | Punkte        | Rang          | Punkte | Rang   | Rang |
| ------------------- | ----------- | ------------- | ------------- | ------ | ------ | ---- |
| Mädchen             |             |               |               |        |        |      |
| Marie Kreisingerová | Big Air     | 56,00         | 7             | 82,50  | 7      | 7    |
| Marie Kreisingerová | Slopestyle  | 40,50         | 9             | 5,50   | 11     | 11   |

| Athleten                                                      | Wettbewerbe                        | Vorrunde | Viertelfinale | Halbfinale    | Finale            | Rang |
| Athleten                                                      | Wettbewerbe                        | Rang     | Rang          | Rang          | Rang              | Rang |
| ------------------------------------------------------------- | ---------------------------------- | -------- | ------------- | ------------- | ----------------- | ---- |
| Jungen                                                        |                                    |          |               |               |                   |      |
| Matouš Šmerák                                                 | Snowboardcross                     | 3        | –             | 4             | Kleines Finale: 2 | 6    |
| Mädchen                                                       |                                    |          |               |               |                   |      |
| Karolína Dobrá                                                | Snowboardcross                     | 7        | –             | ausgeschieden | ausgeschieden     | 22   |
| Sára Strnadová                                                | Snowboardcross                     | 4        | –             | 3             | Kleines Finale: 3 | 7    |
| Mixed                                                         |                                    |          |               |               |                   |      |
| Sára Strnadová Diana Cholenská Matouš Šmerák Richard Zachoval | Ski-/Snowboardcross Teamwettbewerb | 1        | 2             | 4             | Kleines Finale: 2 | 6    |